# Alloxantha svihlai
Alloxantha Švihlai là một loài bọ cánh cứng trong họ Oedemeridae. Loài này được Vazquez miêu tả khoa học năm 1993.